# Ginnastica aerobica ai Giochi mondiali 2022 - Gruppo
La gara dei gruppi di ginnastica aerobica ai Giochi mondiali 2022 si è svolta il 13 luglio 2022 a Birmingham.

## Risultati

### Qualificazioni
| Rank | Nazione     | Composizione Artistica | Esecuzione | Difficoltà | Penalità | Totale | Note |
| ---- | ----------- | ---------------------- | ---------- | ---------- | -------- | ------ | ---- |
| 1    | Ungheria    | 9.100                  | 8.400      | 3.222      | -0.000   | 20.722 | Q    |
| 2    | Romania     | 8.750                  | 8.250      | 3.200      | -0.000   | 20.200 | Q    |
| 3    | Italia      | 8.850                  | 8.100      | 3.333      | -0.100   | 20.183 | Q    |
| 4    | Finlandia   | 8.300                  | 7.750      | 2.705      | -0.000   | 18.755 | Q    |
| 5    | Ucraina     | 8.200                  | 7.450      | 2.705      | -0.000   | 18.355 | R    |
| 6    | Azerbaigian | 8.150                  | 7.650      | 2.333      | -0.200   | 17.933 | R    |

### Finale
| Rank | Nazione   | Composizione Artistica | Esecuzione | Difficoltà | Penalità | Totale | Note |
| ---- | --------- | ---------------------- | ---------- | ---------- | -------- | ------ | ---- |
| 1    | Italia    | 8.950                  | 8.150      | 3.333      | -0.000   | 20.433 |      |
| 2    | Ungheria  | 9.050                  | 8.000      | 3.222      | -0.000   | 20.272 |      |
| 3    | Romania   | 8.800                  | 8.000      | 3.200      | -0.000   | 20.000 |      |
| 4    | Finlandia | 8.050                  | 7.400      | 2.705      | -0.000   | 18.155 |      |